# Червинська Наталія Михайлівна
Наталія Михайлівна Червинська (нар. 20 листопада 1944) — радянський мультиплікатор, режисер-мультиплікатор та сценарист.

## Біографія
Дочка сатирика М. А. Червінського. Закінчила Московську середню художню школу при Інституті імені В. І. Сурікова та ВДІКу (1968, відділ режисури мультиплікаційного фільму, експериментальна майстерня І. П. Іванова-Вано).
Працювала режисером, сценаристом та постановником лялькових фільмів на кіностудії «Союзмультфільм» (1968-76).
Нині живе та працює у США, художник-мініатюрист.
Проза друкувалася у журналах «Прапор», «Зірка», «Новий Журнал».

## Фільмографія
- 1968 — «Транзистор» (режисер)
- 1969 — «Казка про колобок» (режисер, сценарист)
- 1970 — «Фруктово-шоколадна паста» (режисер)
- 1971 — «Край землі» (режисер)
- 1972 — «Біжу, біжу!» (режисер, сценарист)
- 1973 — «Айболить і Бармалей» (режисер, сценарист)
- 1974 — «Федорине горе» (режисер, сценарист)

### Інше
- 1969 — «Лихо» (Кіножурнал «Фитиль» №88) (режисер, сценарист, художник)
- 1971 — «12 стільців» (режисер мультиплікаційних виставок)

## Нагороди
- 2009 — Премія журналу «Зірка»
- 2012 — Премія імені Марка Алданова